# Knock Yokoyama
Knock Yokoyama (横山 ノック, Yokoyama Nokku), de nom real Isamu Yamada (山田勇, Yamada Isamu) va ser un comediant, empresari i polític japonés. Va ser membre de la Cambra de Consellers del Japó i governador d'Osaka de 1995 fins a 1999, quan dimití acusat d'un cas d'assetjament sexual.

## Biografia

### Inicis
Knock Yokoyama va nàixer el 30 de gener de 1932 a Kobe, a la prefectura de Hyogo, amb el nom d'Isamu Yamada. De jove va treballar a la seua ciutat natal com a interpret per a les forces d'ocupació nord-americanes que es trobaven a la zona. Yamada va prendre el seu nom escènic, Knock Yokoyama, quan dirigia a la seua companyia de manzai anomenada "Manga Trio", actuant des de 1959 a 1968. Després de la seua carrera de comediant, Yokoyama va començar a treballar a l'indústria de la construcció, arribant a ser alt executiu i directiu de les grans companyies de construcció de la regió de Kansai.

### Membre de la Dieta
El 1968 Knock Yokoyama va ser elegit membre de la Cambra de Consellers del Japó com a candidat independent mantenint-se al seu escó fins a l'any 1974. El 1977 va tornar a presentar-se a les eleccions com a candidat de la Unió Reformista Liberal, obtenint també escó. Posteriorment Yokoyama seria reelegit l'any 1983 i 1989, formant en aquest temps part del Partit Democràtic Socialista i del Club Dainiin.

### Governador d'Osaka (1995-1999)
L'any 1995 Yokoyama deixa el seu escó a la cambra de consellers per a presentarse al càrrec de governador d'Osaka, seguint així els passos del seu mediàtic amic, l'artista i també polític independent Yukio Aoshima. Durant els seus curts mandats, els dos serien durament criticats per l'oposició, ja que havien recolzat la seua campanya electoral en el seu prestigi mediàtic com a artistes i no tenien cap programa de govern sòlid. Yokoyama, tot i que independent, l'endemà de la seua elecció va començar a militar al Partit Liberal Democràtic.No obstant això i a diferència d'Aoshima a Tòquio, que no es tornà a presentar, Yokoyama si fou relegit l'any 1999, però pocs mesos després de la seua reelecció va eixir a la llum un presumte cas d'assetjament sexual a una ajudant de campanya a la part darrera d'una furgoneta de campanya durant aquesta. Yokoyama va negar totalment les acusacions, però el tribunal d'Osaka el va trobal culpable i el condemnà a pagar 11 milions de iens com a reparació a la victima, que testificà al juí darrere d'un vidre fosc per a evitar donar a conèixer la seua identitat. El procés va ser un dels més mediatitzats de l'època i va fer que, poc després d'haver estat reelegit, Yokoyama deixara el seu càrrec el desembre de 1999, sent substituït l'any 2000 per Fusae Ota, una buròcrata oficialista que es va convertir en la primera dona en ser governadora d'una prefectura al Japó.
Knock Yokoyama va ser durant el seu curt mandat un governador molt popular, en part pel seu carisma de comediant i el seu populisme sencill i a l'abast de tothom. Tant a Tòquio amb Aoshima com a Osaka amb Yokoyama, l'electorat havia demostrat que ja s'havia cansat dels buròcrates oficialistes de costum presentats pel PLD. Yokoyama va morir el 3 de maig de 2007 a Nishinomiya, prefectura de Hyogo als 75 anys.